# Alexandre Lion
Alexandre Lion was een Franse arts uit Nice, die actief was op het gebied van neonatologie en die in 1891 de couveuse belangrijk verbeterde, die bedoeld was als de "intensive care" voor te vroeg geboren baby's. Hij voegde aan de eerdere versie, ontwikkeld door Stéphane Tarnier, een thermostaat toe, en buizen die de lucht toevoerden.
Zijn idee was voor een groot deel gebaseerd op een door de Nederlander Cornelius Drebbel gedane uitvinding, de zogenaamde "Athenor", een incubator voor het uitbroeden van eieren. Deze incubator bestond uit een kolengestookte kast waarin hete lucht circuleerde en welke was voorzien van een thermostaat. Bij de uitvoering van Lion werd de lucht gezuiverd door middel van een filter en constant ververst met een ventilator, terwijl de temperatuur automatisch werd geregeld door een thermosstatische regeling. 
Lion zette centra op voor deze couveuses in Nice, Bordeaux, Marseille, Lyon en Parijs. Om de kosten van de apparatuur te dekken werd een bijdrage van 50 centimes gevraagd om de vroeggeboren baby’s in de couveuses te bezichtigen. Van de 185 baby’s die in Nice in de incubator werden verzorgd en waarvan vroeger de levensverwachting heel gering waren, overleefden er 137 door de couveuse. 
De incubator van Lion werd onder de naam "couveuse" voor het eerst in 1897 geïntroduceerd in Londen. In de Verenigde Staten probeerde Dr. Martin Couney de ziekenhuizen ervan te overtuigen om de Lion-techniek ook te gaan toepassen. Aangezien deze ziekenhuizen weinig interesse toonden, ging hij de couveuse demonstreren op tentoonstellingen, beurzen en zelfs in pretparken en ging hij deze zelf ook uitgebreid toepassen. Hij gebruikte de couveuse bij ongeveer 8000 baby’s, waarvan er 7500 in leven bleven. 
De moderne couveuse is tegenwoordig standaard aanwezig in elk ziekenhuis en het principe is nog steeds gelijk aan het origineel van Lion, echter met veel moderne snufjes, zoals instrumenten om de ademhaling en de hartslag te bewaken.
Alexandre Lion was ook een heel inventief op andere gebieden van babyverzorging. Bij baby’s die te zwak waren om te slikken, gebruikte hij een speciaal gevormde lepel, waarmee ze werden gevoed door de neus. Of als een baby borstvoeding kreeg van een "min" gebruikte hij hierbij een buisje dat aan haar tepel was bevestigd.